# Tartuf
Tartuf je plodno telo podzemne gljive mešinarke, pretežno jedne od mnogih vrsta roda Tuber. Pored tubera, mnogi drugi rodovi gljiva klasifikovani su kao tartufi, uključujući Geopora, Peziza, Choiromyces, Leucangium i preko stotinu drugih. Ovi rodovi pripadaju klasi Pezizomycetes i redu Pezizales. Iz reda Pezizales je isključeno nekoliko bazidiomiceta nalik tartufima, uključujući Rhizopogon i Glomus. Tartuf je ektomikorizna gljiva i zato se obično nalazi u bliskoj vezi sa korenjem drveća. Raspršivanje spora vrši se preko fungivora, životinja koje jedu gljive. Ove gljive imaju značajnu ekološku ulogu u cikliranju hranljivih sastojaka i toleranciji prema suši.
Neke od vrsta tartufa veoma su cenjene kao hrana. Francuski gurman Žan Antelme Brilja-Savaren nazvao je tartufe „dijamantom kuhinje”. Jestivi tartufi su veoma cenjeni u Francuskoj, italijanskoj, osmanskoj, bliskoistočnoj i španskoj kuhinji, kao i u međunarodnoj visokoj kuhinji. Tartufi se poljoprivredno uzgajaju, a takođe se prikupljaju iz prirodnih staništa.

## Filogenija i vrste
Filogenetska analiza je pokazala konvergentnu evoluciju ektomikoriznog trofičnog moda kod različitih gljiva. Podrazdeo, Pezizomycotina, koji sadrži red Pezizales, star je oko 400 miliona godina. U okviru reda Pezizales, podzemne gljive evoluirale su nezavisno najmanje petnaest puta. Unutar njega nalaze se porodice Tuberaceae, Pezizaceae, Pyronematacae, i Morchellaceae. Sve ove porodice sadrže sojeve podzemnih ili tartufskih gljiva. Najstariji ektomikorizni fosil potiče iz eocena pre oko 50 miliona godina. Ovo ukazuje na to da se meka tela ektomikoriznih gljiva lako ne fosilizuju. Molekularni takt sugeriše da je do evolucije ektomikoriznih gljive došlo pre oko 130 miliona godina.
Evolucija podzemnih plodnih tela nastala je mnogo puta unutar Ascomycota, Basidiomycota, i Glomeromycota. Na primer, rodovi Rhizopogon i Hysterangium iz Basidiomycota formiraju podzemna plodna tela i igraju slične ekološke uloge kao tartufi koji formiraju askomicete. Preci roda Ascomycota: Geopora, Tuber i Leucangium nastali su u Lauraziji tokom paleozoične ere. Filogenetski dokazi govore da je većina podzemnih plodnih tela evoluirala iz nadzemnih gljiva. Vremenom su stabljike i kape gljiva redukovane, a kape su počele da obuhvataju reproduktivno tkivo. Rasprostiranje polnih spora prešlo je sa vetra i kiše na korištavanje životinja.
Filogenija i biogeografija roda Tuber istražena je u 2008. godine koristeći unutrašnje traskribovane razmake (ITS) jedrene DNK i otkriveno je pet glavnih klada (Aestivum, Excavatum, Rufum, Melanosporum i Puberulum); kasnije je to poboljšano i prošireno 2010. godine na devet glavnih klada koristeći velike podjedinice (LSU) mitohondrijske DNK. Klade Magnatum i Macrosporum razlikovale su se od klade Aestivum. Utvrđeno je da je Gibbosum klada različita od svih ostalih, a Spinoreticulatum klada je odvojena od Rufum klade.
Habitat tartufa s razvio nezavisno među nekoliko rodova basidiomiceta. Filogenetska analiza otkrila je da su podzemna plodna tela bazidiomiceta, poput njihovih askomicetnih pandana, evoluirala iz nadzemnih gljiva. Na primer, verovatno je da su vrste Rhizopogon nastale od zajedničkog predaka sa onima iz Suillus, roda koji formira gljive. Studije su sugerišu da se odabir podzemnih plodnih tela među askomicetama i bazidiomicetama odvijao u okruženjima sa ograničenim pristupom vode.

### Crni tartuf
Crni tartuf ili crni perigordni tartuf (Tuber melanosporum), druga komercijalno najvrednija vrsta, nazvana je po regionu Perigor u Francuskoj. Crni tartuf se povezuje sa hrastovima, lešnikom, trešnjom i drugim listopadnim drvećem, a prikuplja se u kasnu jesen i zimu. Genomska sekvenca crnog tartufa objavljena je u martu 2010.

### Letnji ili burgonjski tartuf
Crni letnji tartuf (Tuber aestivum) je rasprostranjen širom Evrope i cenjen je zbog njegove kulinarske vrednosti. Burgonjski tartuf (poznat kao Tuber uncinatum) se prikuplja u jesen do decembra i ima aromatično meso tamnije boje. Ova vrsta se asocira sa raznim vrstama drveća i grmlja.

### Beli tartuf
Tuber magnatum, beli tartuf velike vrednosti ili trifola d'Alba Madonna („tartuf bele Madone” na italijanskom) se nalazi uglavnom u oblastima Langa i Montferat Italije u Pijemont regionu severne Italije, kao i u ruralnim područjima oko gradova Alba i Asti. Znatan deo italijanskih belih tartufa takođe dolazi iz Moliza.

### Beličasti tartuf
Beličasti tartuf (Tuber borchii) je sličan vrstama prisutnim u Toskani, Abrucu, Romanji, Umbriji, Markeu i Molizu. On nije toliko aromatičan kao oni iz Pijemonta, mada su oni iz Čita di Kastela sasvim blizo.

### Geoporne vrste
su važni ektomikorizalni partneri drveća u šumama širom sveta. Pinus edulis, široko rasprostranjena vrsta bora na jugozapadu, zavisi od Geopora za prikupljanje hranljivih sastojaka i vode u sušnim okruženjima. Kao i druge gljive tartufa, Geopora proizvodi podzemne kaprofore kao sredstvo seksualne reprodukcije. Geopora cooperi, takođe poznat je kao borovi tartuf ili pomoćeni tartuf, jestiva je vrsta ovog roda.

### Druge vrste
Manje zastupljeni tartuf je „tartuf belog luka” (Tuber macrosporum).
Na pacifičkom severozapadu SAD, nekoliko vrsta tartufa se rekreativno i komercijalno prikupljaju, najznačajniji od kojih su Leucangium carthusianum, oregonski crni tartuf; Tuber gibbosum, oregonski prolećni beli tartuf; i Tuber oregonense, oregonski zimski beli tartuf. Kalapuya brunnea, oregonski smeđi tartuf je isto tako komercijalno prikupljan i kulinarski je značajan.
Pekanski tartuf sin. teksens se nalazi u Južnim Sjedinjenim Državama, obično asociran sa pekanskim stablima. Kuvari koji su eksperimentisali sa ovom vrstom se slažu da je „veoma dobra i da ima potencijal da postane prehrambena roba”. Mada su ih farmeri pekana nalazili zajedno sa pekanima i odbacili ih, smatrajući ih smetnjom, oni se prodaju za oko 160 dolara po funti i koriste se u nekim gurmanskim restoranima.

## Literatura
- Morcillo, M.; Sanchez, M.; Vilanova, X. (2015). Truffle Farming Today, a Comprehensive World Guide. ISBN 978-84-617-1307-3.
- Trappe, Matt; Evans, Frank; Trappe, James M. (2007). Field Guide to North American Truffles: Hunting, Identifying, and Enjoying the World's Most Prized Fungi. Natural History Series. Ten Speed Press. ISBN 9781580088626.
- Nowak, Zachary (2015). Truffle: A Global History. The Edible Series. Reaktion. ISBN 978-1780234366.

## Spoljašnje veze
- „Why Real Truffles Are So Expensive”. Business Insider. 26. 10. 2019.